# Amiga Workbench
Die Workbench ist die Desktop-Umgebung der Amiga-Betriebssysteme.

## Desktop und Betriebssystem
Das Betriebssystem des Amigas (AmigaOS) wurde beim ersten Amiga (dem Amiga 1000) in mehreren Teilen auf Disketten ausgeliefert. Die erste zum Booten benötigte Diskette hieß Kickstart und enthielt den Betriebssystemkern, das DOS und einige Systembibliotheken, die auch schon die notwendigen Grafikanteile umfassten. Die zweite Diskette hieß Workbench, nach dem Booten mit dieser Diskette stand das System zur Verfügung.
Das ganze Betriebssystem des Amiga passte somit zunächst auf zwei Disketten, die Kickstart-Diskette (auf der 256 KiB beschrieben waren) und die Workbench-Diskette mit 880 KiB Kapazität.
Spätere Amiga-Modelle (ab den 1987 erschienenen Amiga 500 und Amiga 2000) hatten den Inhalt von Kickstart im ROM, es musste nur noch die Workbench-Diskette geladen werden. Im Sprachgebrauch der Amiga-Benutzer hat sich die Trennung gehalten (das ROM ist Kickstart, alles andere, von einem Datenträger Geladene, ist Workbench), obwohl sie inhaltlich nicht ganz zutreffend ist, da sich die Aufteilung der Systemkomponenten zwischen ROM und Festplatte bei späteren Versionen des Betriebssystems beträchtlich verändert hat.

## Features
AmigaOS – und somit auch die Workbench – bietet eine grafische Oberfläche in Farbe, mit Multitasking und relativ kurzen Reaktionszeiten z. B. auf Benutzereingaben. Der Teil des AmigaOS zur Realisierung der grafischen Oberfläche heißt Intuition, damit wird quasi als erste Anwendung der Benutzer-Desktop namens Workbench implementiert. In Intuition werden Elemente wie Icons (bei Amiga eingedeutscht „Piktogramm“), Windows (Fenster) usw. zur Verfügung gestellt. Die Workbench dient wie bei anderen Betriebssystemen der grafischen Version einer Kommandozeile, also der Dateiverwaltung und Programmaufrufen, sowie allgemein der Fensterverwaltung. Das ganze System ist aber auch so flexibel, dass Anwendungen auch ohne Laden der Workbench von den grundlegenden Features wie Fenstern und anderen Grafikelementen Gebrauch machen können.
Die Eingabefelder, Schaltflächen und Klickboxen in Intuition-Fenstern werden beim Amiga Gadgets (eingedeutscht „Symbole“) genannt.
Die fehlende Abschottung der Prozesse unter AmigaOS untereinander („Memory Protection“) ermöglichte eine schnelle Interprozesskommunikation durch einfache Übergabe von Zeigern, ohne Daten zu kopieren, allerdings konnte dadurch jedes Programm bei einem Fehler das gesamte System zum Absturz bringen. Die Geschwindigkeit des OS wurde über die Jahre durch diverse Verbesserungen gesteigert.
AmigaOS, das Betriebssystem des Amiga, ist darüber hinaus modular aufgebaut und besitzt diverse Ähnlichkeiten zu Konzepten, wie sie von Unix her bekannt sind. Der Amiga besitzt dynamisch nachladbare Geräte-Treiber (Suffix: .device) sowie Shared Libraries (Suffix: .library) und unterstützt viele Konzepte moderner Betriebssysteme (Streams, Pipelining, Signals, Message-Queues usw.). Auch der von Unix und Linux her bekannte Kommandozeileninterpreter (Shell/CLI) ist dem Amiga nicht fremd.
Das AmigaOS bot bereits seit 1986 eine permanente und dynamische RAM-Disk. Später gab es sogar die Möglichkeit, eine resetfeste RAM-Disk einzubinden, welche bootfähig war und nach einem Neustart mit allen vorher eingeladenen Daten zur Verfügung stand. Durch die RAM-Disk konnten Applikationen enorm beschleunigt werden, da hier die langsamen Zugriffe auf Disketten bzw. Festplatten entfielen.

## Versionen
Kickstart und Workbench müssen nicht unbedingt die gleiche Versionsnummer tragen. Gibt man auf der Kommandozeile das Kommando Version ein, gibt das System zum Beispiel
```
Kickstart 40.63, Workbench 40.42
```

zurück. Das bedeutet, dass auf dieser Maschine OS 3.1 läuft. Genauso gut könnte die Workbench 3.1 jedoch auch mit Kickstart 3.0 betrieben werden. In den meisten Fällen führt ein Mischen der Versionen von Systemkomponenten aber zu unerwünschten Nebeneffekten.
| Versionsnummer | Kickstart | Veröffentlichung | Bemerkung |
| -------------- | --------- | ---------------- | --- |
| 28             | beta      |                  | |
| 30             | 1.0       | 1985             | nur für Amiga 1000 |
| 31             | 1.1       | Nov. 1985        | nur für Amiga 1000 (NTSC-Version)                                                                                              |
| 32             | 1.1       | Nov. 1985        | nur für Amiga 1000 (PAL-Version)                                                                                               |
| 33             | 1.2       | Sep. 1986        | für Amiga 1000, 500 und 2000                                                                                                   |
| 34             | 1.3       | 1988             | für Amiga 1000, 500 und 2000                                                                                                   |
| 35             | ?.?       |                  | Spezialversion für A2024 Monitor                                                                                               |
| 36             | 1.4       | 1989             | Superkickstart: Bootstrap-ROM für den Amiga 3000, enthält ein Bootmenü für Kickstart 1.3 oder 2.x von Festplatte oder Diskette |
| 36             | 2.0       | 1990             | für den ECS-Chipsatz des Amiga 500 Plus, Amiga 3000                                                                            |
| 37             | 2.04      |                  | für alle Amigas |
| 37             | 2.05      |                  | für den Amiga 600 |
| 38             | 2.1       |                  | für alle Amigas |
| 39             | 3.0       |                  | für alle Amigas |
| 40             | 3.1       |                  | für alle Amigas |
| 41             | 3.x       |                  | reserviert für die japanische Version von 3.1 (lokalisiert mit Multi-Byte-Zeichen)                                             |
| 42             | 3.2       |                  | reserviert für Alpha-Versionen von WB 3.2                                                                                      |
| 43             | 3.x       |                  | verschiedene Patches |
| 44             | 3.5       |                  | für alle Amigas |
| 45             | 3.9       |                  | für alle Amigas |
| 51             | 4.0       |                  | OS 4 Beta für alle Amigas, nicht veröffentlicht                                                                                |
| 52             | 4.0       |                  | nur für AmigaOne (PPC) |
| 53             | 4.1       |                  | Pegasos II, AmigaOne (PPC), Sam440 ep und flex (PPC), Sam460 ex (PPC), AmigaOne X1000 (PPC)                                    |